# Gregorio Pedro VIII Der Asdvadzadourian
Gregorio Pedro VIII Der Asdvadzadourian (en armenio Գրիգոր Պետրոս Ը. Տէր Աստուածատուրեան, Krikor Bedros Der Asdvadzadourian) († Bzommar, 9 de enero de 1866) fue un religioso armenio, patriarca (Catholicós) de Cilicia y primado de la Iglesia católica armenia. 

## Biografía
Nació como Mikael Der Asdvadzadourian, en lugar y fecha desconocidos. Director del Seminario de Bzommar y vicario patriarcal, fue eledido patriarca en 1843, y confirmado por la Santa Sede el 25 de enero de 1844. Durante su patriarcado se multiplicaron las conversiones al catolicismo de muchos armenios. Por eso el nuevo patriarca dirigió sus esfuerzos al cuidado pastoral de su pueblo, construyendo iglesias, capillas y escuelas, abriendo un seminario menor en Tokat, y elevando el nivel de educación de los seminaristas. En 1853 fue convocado por primera vez en Bzommar un sínodo de la Iglesia armenia católica, donde se discutieron los principales problemas de la comunidad y se decidieron algunas importantes reformas en ámbito litúrgico, canónico y pastoral. Durante el sínodo el patriarca ordenó cinco nuevos obispos, señal de la vitalidad de la Iglesia y del aumento del número de fieles.
| Predecesor: Jacobo Pedro VII Holassian | Patriarca de Cilicia de los Armenios 1843 - 1866 | Sucesor: Antonio Pedro IX Hassun |